# Carlo Garbagnati
Carlo Garbagnati (...) è un filantropo italiano.
Dal 1994 al 2009 è stato vicepresidente di Emergency, ONG italiana che cura le vittime della guerra e costruisce e gestisce ospedali in diversi paesi del mondo, della quale è anche cofondatore insieme a Teresa Sarti e Gino Strada.